# Lana Banely
Lana Banely (Zagreb, 9. prosinca 1985.) hrvatska je umirovljena taekwondoistica i sportska novinarka 
Rođena je u Zagrebu 9. prosinca 1985. Diplomirala je na Fakultet političkih znanosti, na smjeru novinarstva.
Bila je dvostruka juniorska prvakinja Hrvatske u taekwondou (1999. i 2000.), a ostvarila je i međunarodne uspjehe kao što su: zlatna medalja na Europskom juniorskom prvenstvu (2001.), srebrna medalja na Europskom prvenstvu (2002.), dvije brončane medalje na juniorskom Svjetskom prvenstvu i Svjetskom kupu (2002.), zlato na međunarodnim turnirima kao što su Dutch Open (2000., 2004.) i Croatia Open (2004.)
Nakon sportske karijere, bavila se sportskim novinarstvom. Prvo je kratko radila na Z1 Televiziji, a nakon toga na Hrvatskoj radioteleviziji (HRT) od 2008. do 2018. godine, gdje je bila komentatorica taekwondoa na Olimpijskim igrama u Pekingu (2008.), komentatorica umjetničkog klizanja na Zimskim olimpijskim igrama u Vancouveru (2010.), voditeljica sportskih emisija poput „Olimpa”, „Goleo” „Afrovizija”, i dr.
Kasnije se počela bavila dizajniranjem interijera. 
Udala se 2003. godine za Andyja Baru, bivšeg nogometaša, a sadašnjeg sportskog menadžera, s kojim ima sina Adriana. Prethodno je bila u ljubavnoj vezi s nogometašem Silvijem Marićem.
Bila je prva pratilju na izboru za Miss sporta 2001. godine. Nastupila je u 6. sezoni Plesa sa zvijezdama 2011. na HRT-u u paru s plesačem Damirom Horvatinčićem i osvojila 2. mjesto.